# Horisme variegata
Horisme variegata är en fjärilsart som beskrevs av Otto Staudinger 1897. Horisme variegata ingår i släktet Horisme och familjen mätare. Inga underarter finns listade i Catalogue of Life.